# Allah Rakha Rahman

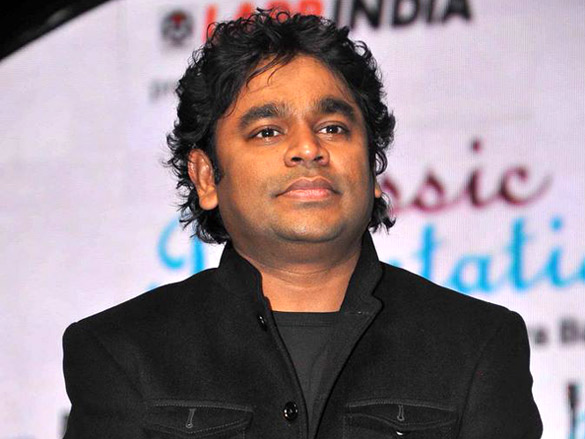
A. R. Rahman

Allah Rakha Rahman, rodným jménem A. S. Dileep Kumar (* 6. leden 1966, Madras) je indický hudební skladatel a zpěvák tamilské národnosti. Proslul kombinováním tradiční indické hudby a elektronické hudby. Největších úspěchů dosáhl v oblasti filmové hudby, zpočátku tvořené pro Bollywood, v posledních letech i pro Hollywood.
Získal dva Oscary za hudbu k filmu Slumdog Millionaire (Milionář z chatrče, 2009), za filmovou hudbu a nejlepší filmovou píseň. Za hudbu k Milionáři z chatrče získal i britskou cenu BAFTA, americký Zlatý glóbus a dvě americké Grammy (nejlepší soundtrack, nejlepší filmová píseň). Krom toho řadu dalších cen (Black Reel Awards, Broadcast Film Critics Association Awards, Los Angeles Film Critics Association Awards, New York Film Critics Online Awards, San Diego Film Critics Society Awards aj.) Oceněna byla i jeho hudba k filmu Lord of War (Obchodník se smrtí, 2005) či 127 Hours (127 hodin, 2010). Krom toho získal řadu indických ocenění.
Roku 1989 konvertoval k islámu.